# Medical Police
Medical Police è una serie televisiva statunitense del 2020, creata da Rob Corddry, Krister Johnson, Jonathan Stern e David Wain.
Nata come spin-off di Childrens Hospital, la serie è stata interamente pubblicata dal servizio di video on demand Netflix il 10 gennaio 2020 in tutti i territori in cui il servizio è disponibile.

## Trama
I dottori Lola Spratt e Owen Maestro di un ospedale pediatrico scoprono un virus che minaccia il mondo e vengono reclutati come agenti governativi in una corsa a livello globale per trovare una cura. Nel frattempo smascherano una grande cospirazione.

## Episodi
| nº | Titolo originale                              | Titolo italiano                        | Pubblicazione USA | Pubblicazione Italia |
| -- | --------------------------------------------- | -------------------------------------- | ----------------- | -------------------- |
| 1  | Wheels Up                                     | Decolliamo                             | 10 gennaio 2020   | 10 gennaio 2020      |
| 2  | The Goldfinch                                 | Il Cardellino                          | 10 gennaio 2020   | 10 gennaio 2020      |
| 3  | Dumb Doggy                                    | Cane cattivo                           | 10 gennaio 2020   | 10 gennaio 2020      |
| 4  | Mature Group Action                           | Gruppo di anziani                      | 10 gennaio 2020   | 10 gennaio 2020      |
| 5  | Deuce to Nines, Double Draw                   | Si gioca a deuce to nines, double draw | 10 gennaio 2020   | 10 gennaio 2020      |
| 6  | The Lasagna as a Whole                        | Le lasagne nell'insieme                | 10 gennaio 2020   | 10 gennaio 2020      |
| 7  | Everybody Panic!                              | Andiamo nel panico!                    | 10 gennaio 2020   | 10 gennaio 2020      |
| 8  | Just the D                                    | Solo con lui                           | 10 gennaio 2020   | 10 gennaio 2020      |
| 9  | Real Heavy Hitter                             | Pezzi grossi dell'ambiente             | 10 gennaio 2020   | 10 gennaio 2020      |
| 10 | Everything Goes Back to Normal … or Do They?? | Tutto a posto... o forse no?           | 10 gennaio 2020   | 10 gennaio 2020      |

## Personaggi e interpreti

### Personaggi principali
- Dott. Lola Spratt, interpretata da Erinn Hayes, doppiata da Barbara De Bortoli.
- Dott. Owen Maestro, interpretato da Rob Huebel, doppiato da Massimo De Ambrosis.

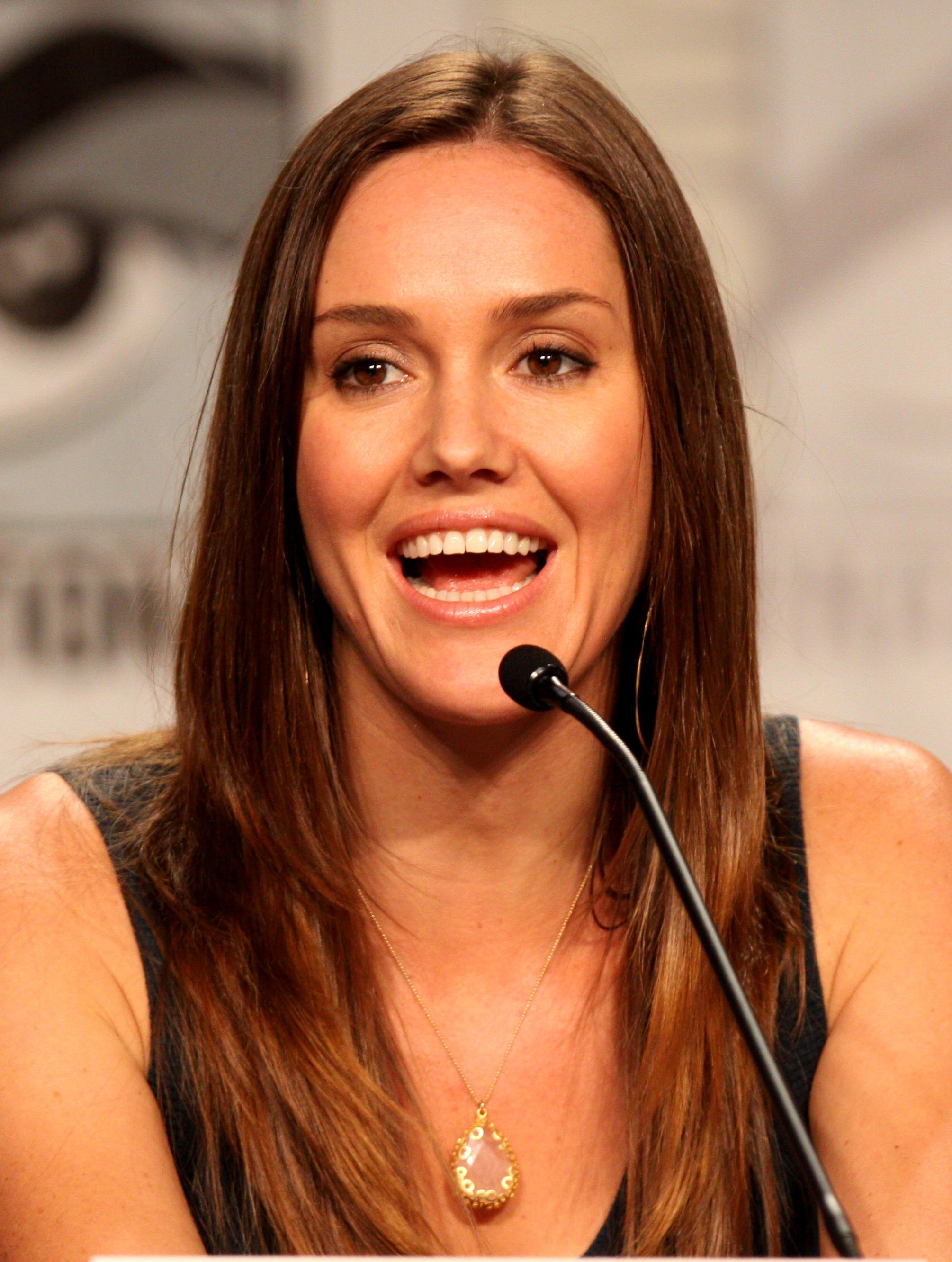
Erinn Hayes al San Diego Comic-Con nel 2011
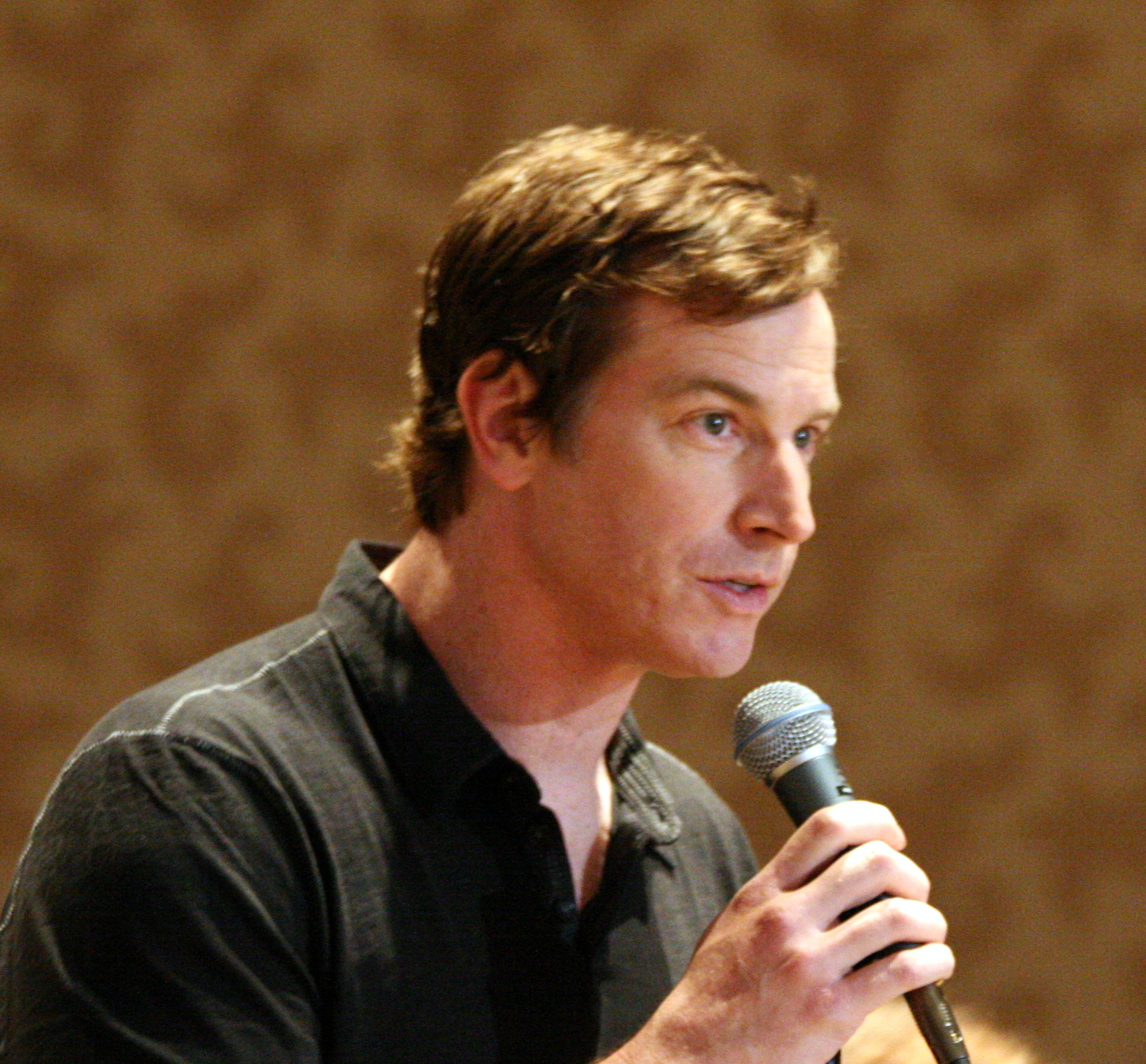
Rob Huebel al San Diego Comic-Con nel 2012

### Personaggi ricorrenti
- Valerie Flame, interpretata da Malin Åkerman.
- Sloane McIntyre, interpretata da Sarayu Rao, doppiata da Sabrina Duranti.
- Blake Downs, interpretato da Rob Corddry, doppiato da Fabio Gervasi.
- Direttore Patten, interpretato da Tom Wright, doppiato da Dario Oppido.
- Cat Black, interpretata da Lake Bell, doppiata da Antonella Baldini.
- Il Cardellino (in originale: The Goldfinch), interpretato da Jason Schwartzman, doppiato da Christian Iansante.
- Professor Waters, interpretato da Fred Melamed, doppiato da Stefano Mondini.
- Sal Viscuso, voce originale di Michael Cera.
- Sy Mittleman, interpretato da Henry Winkler, doppiato da Ambrogio Colombo.
- Agente Tran, interpretata da Megan Le.
- Glenn Richie, interpretato da Ken Marino, doppiato da Francesco Prando.

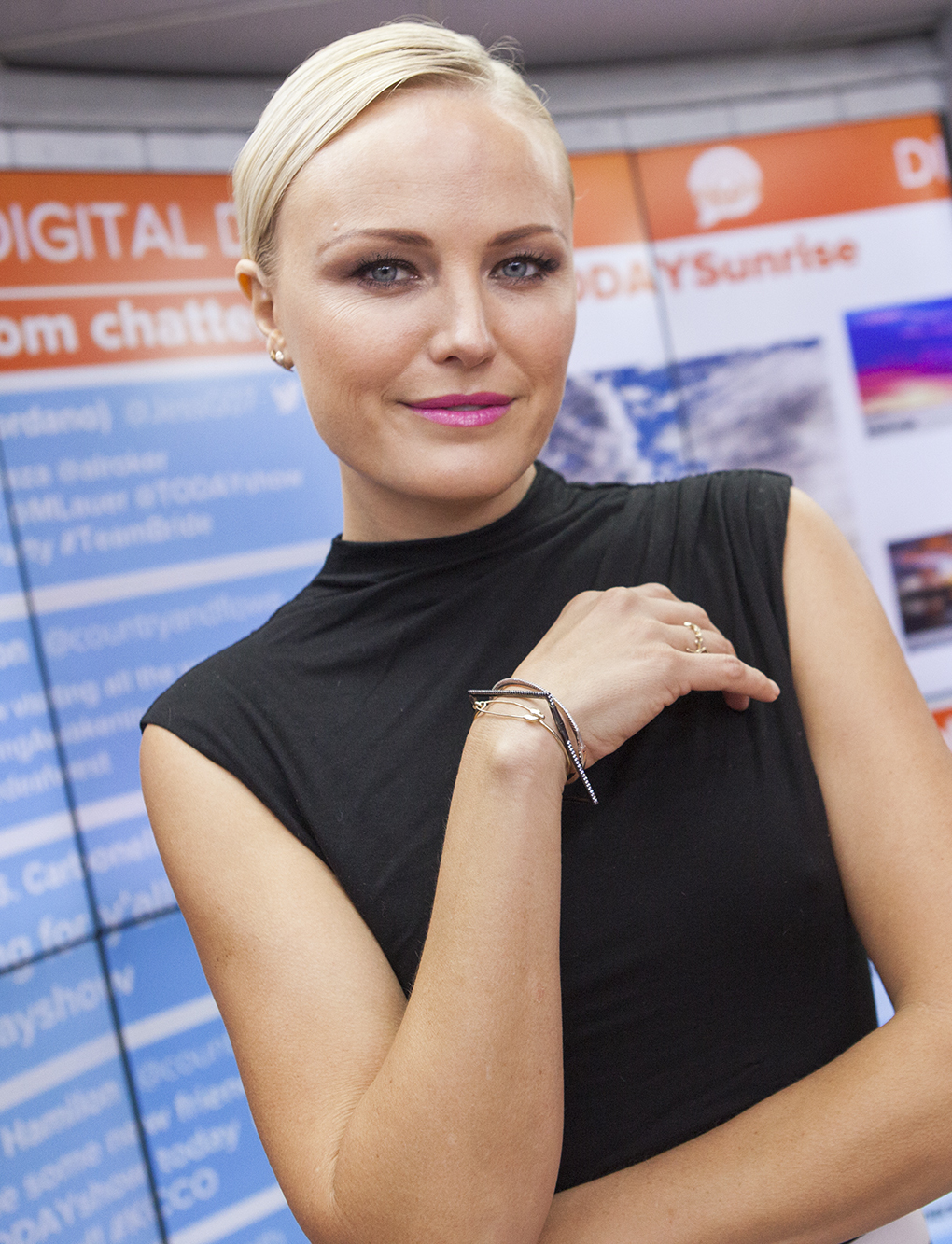
Malin Åkerman nel 2015
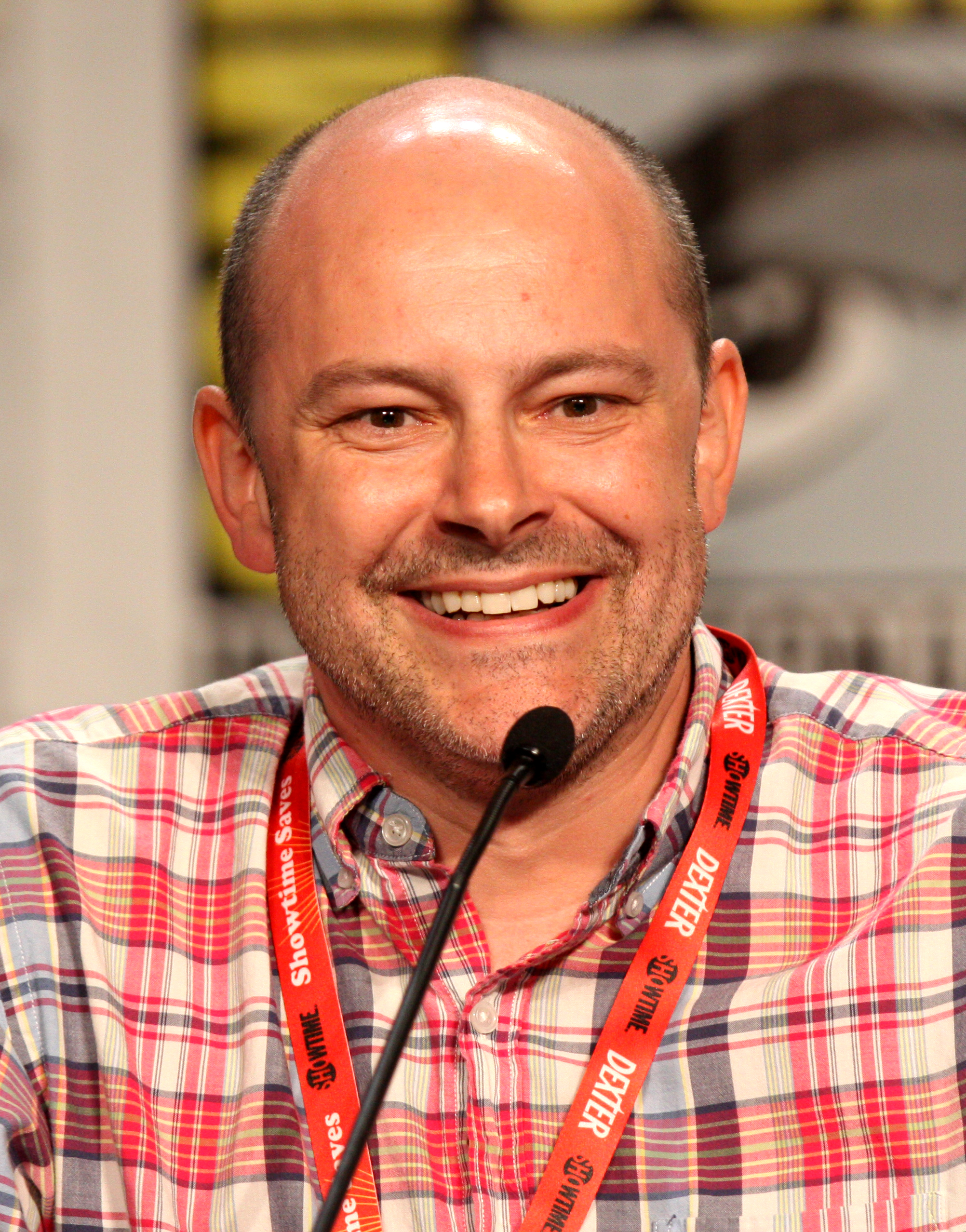
Rob Corddry al San Diego Comic-Con nel 2011
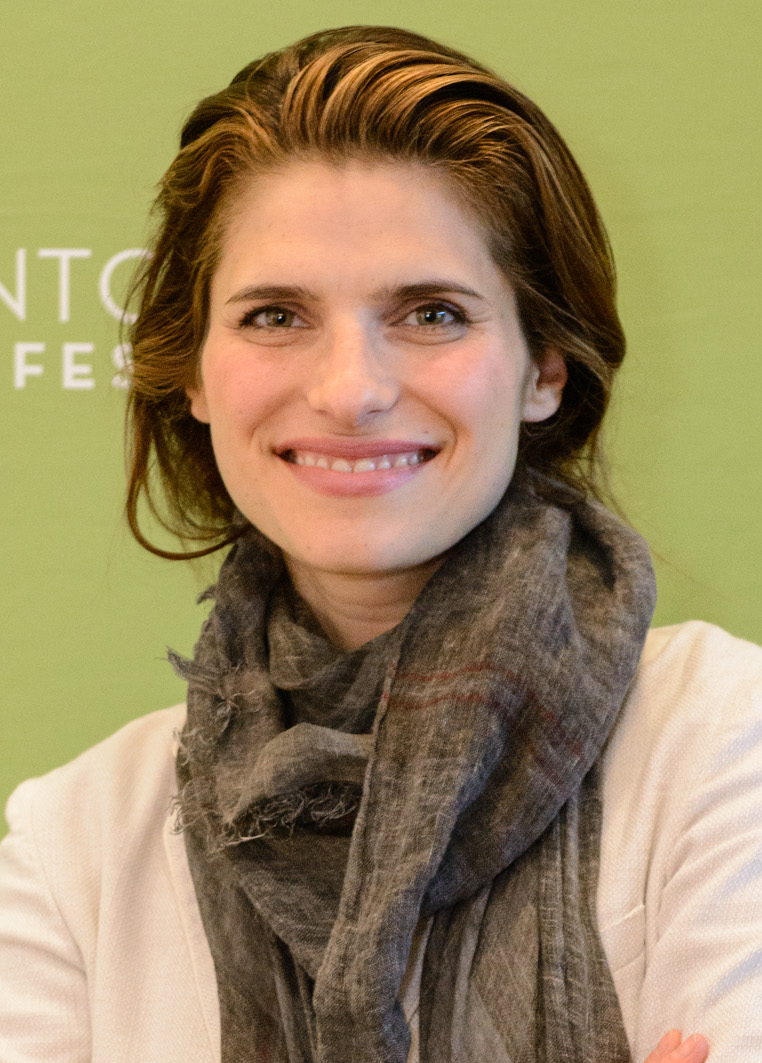
Lake Bell al Montclair Film Festival nel 2013
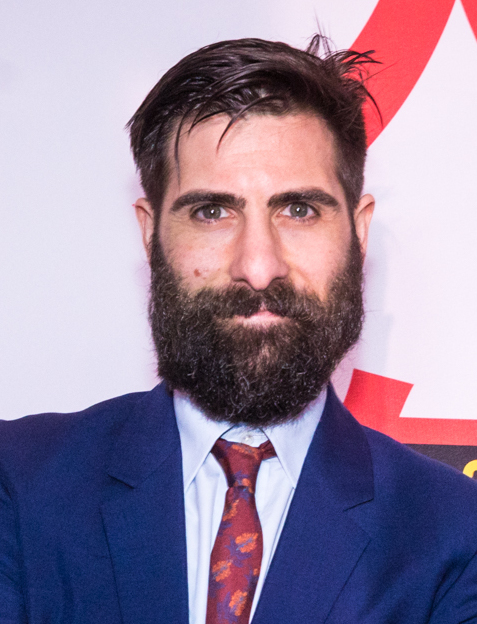
Jason Schwartzman nel 2018
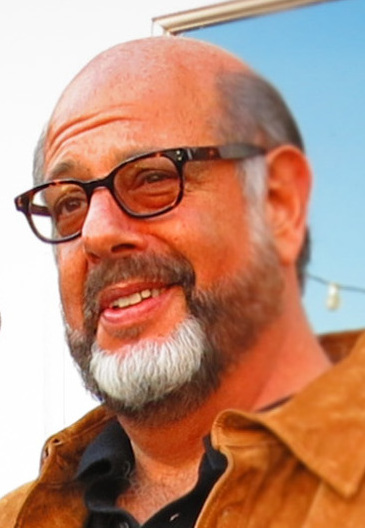
Fred Melamed nel 2013
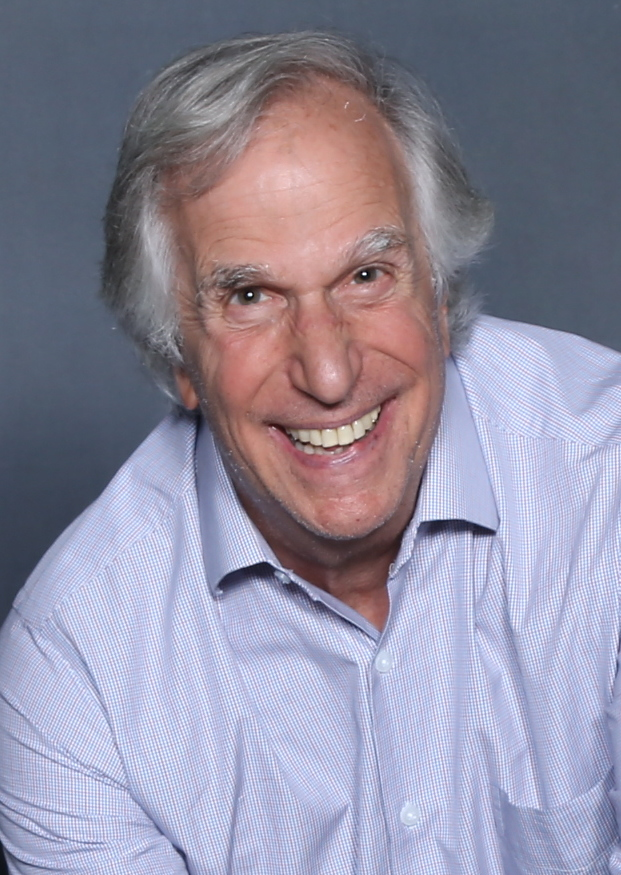
Henry Winkler nel 2019
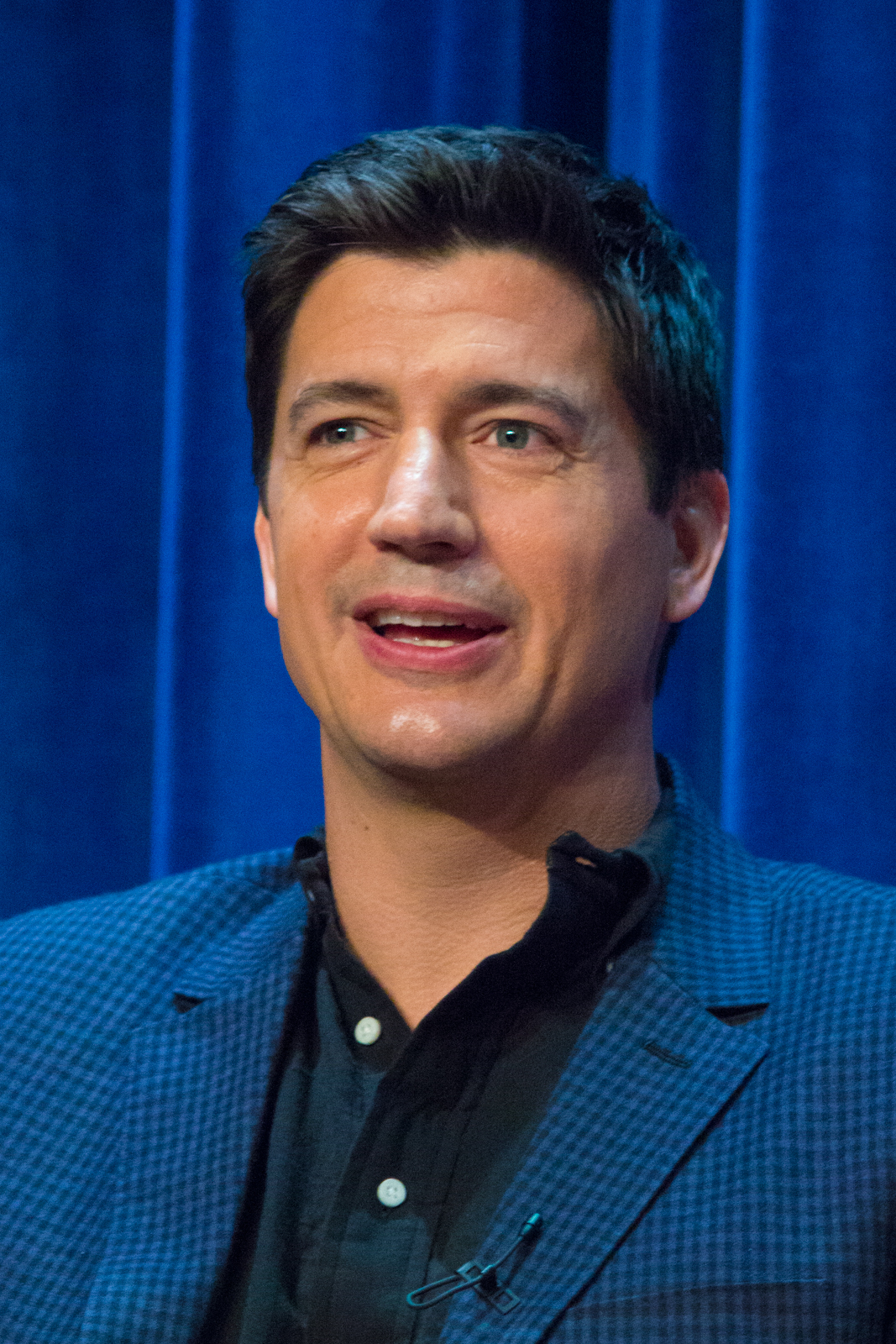
Ken Marino nel 2014

### Personaggi secondari
- Edgar Tooby, interpretato da Craig Robinson.
- Collins, interpretato da Eric Nenninger.
- Clavis Kim, interpretato da Randall Park.
- Baronessa Von Eaglesburg, interpretata da Lilly Singh.
- Senatore Barney, interpretata da Kimberly Hebert Gregory, doppiata da Rachele Paolelli.
- Frank Neri, interpretato da John Kapelos, doppiato da Ennio Coltorti.
- Hassim Nazari, interpretato da Ahmed Jusufspahic, doppiato da Simone Veltroni.
- Poliziotto italiano, interpretato da Antonio Scarpa, doppiato da Alessandro Muraca.
- Cinese, interpretato da Jason Ko, doppiato da Lorenzo Profita.
- Detective, interpretato da Feodor Chin, doppiato da Ivan Andreani.

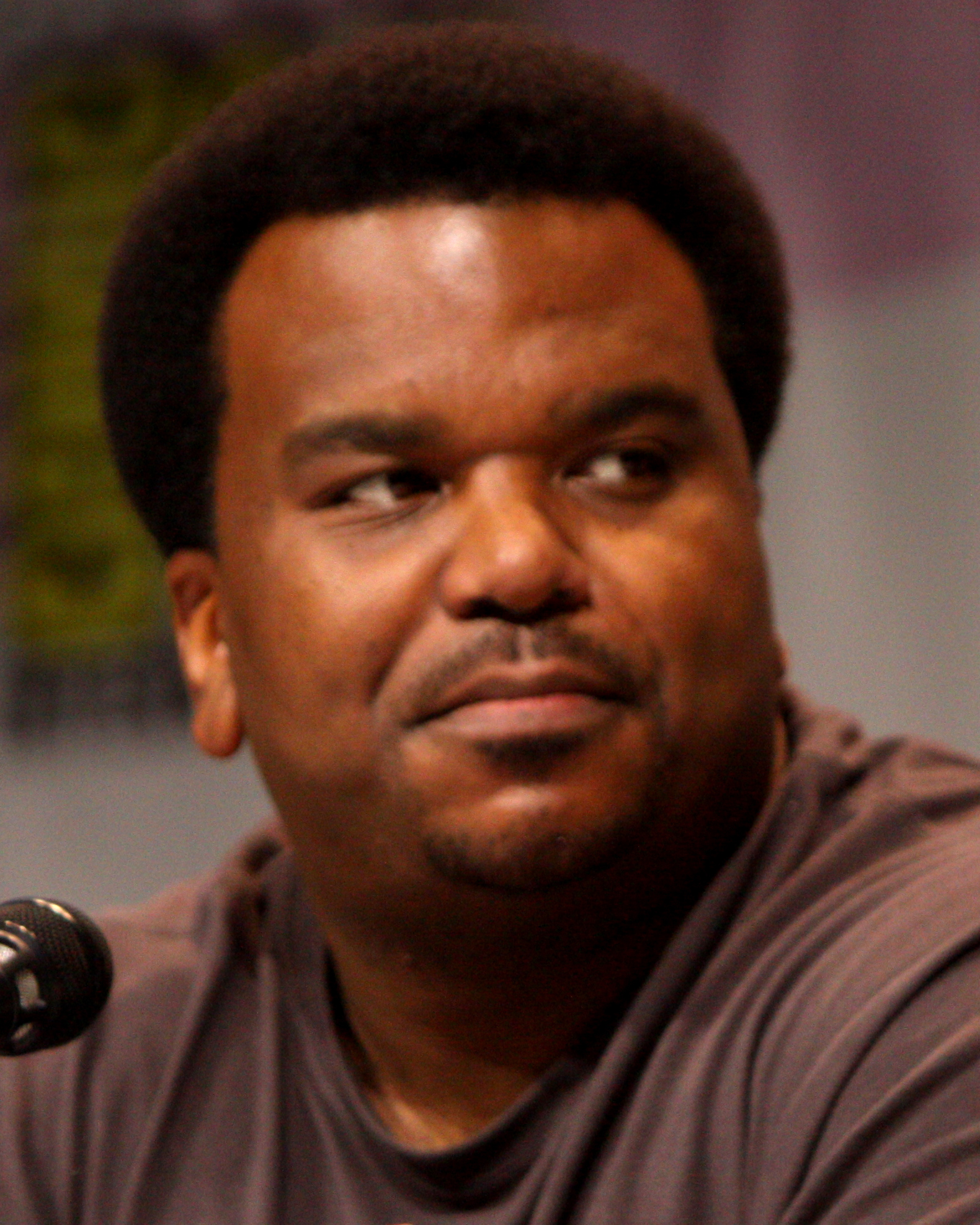
Craig Robinson al WonderCon nel 2013
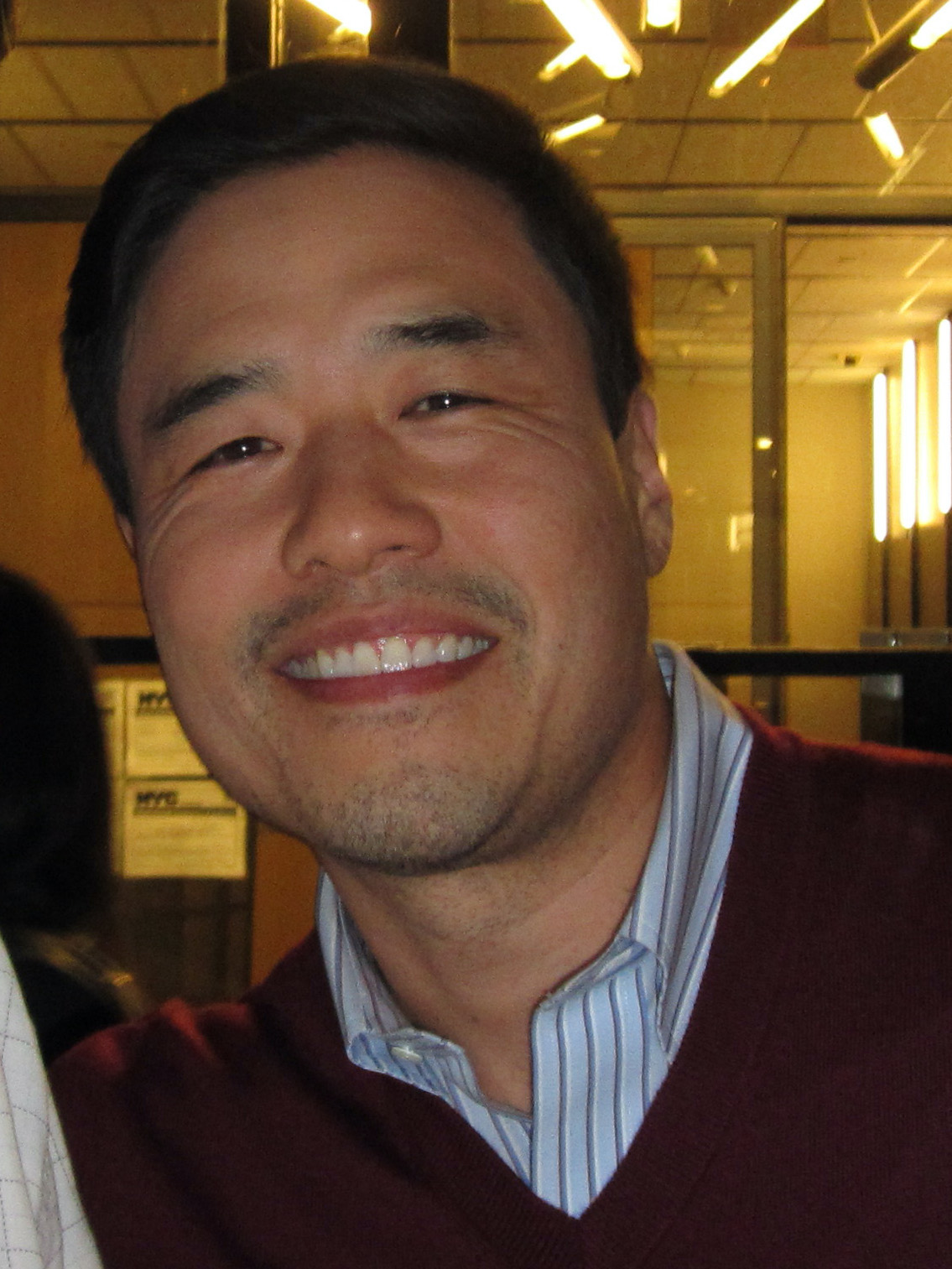
Randall Park nel 2016
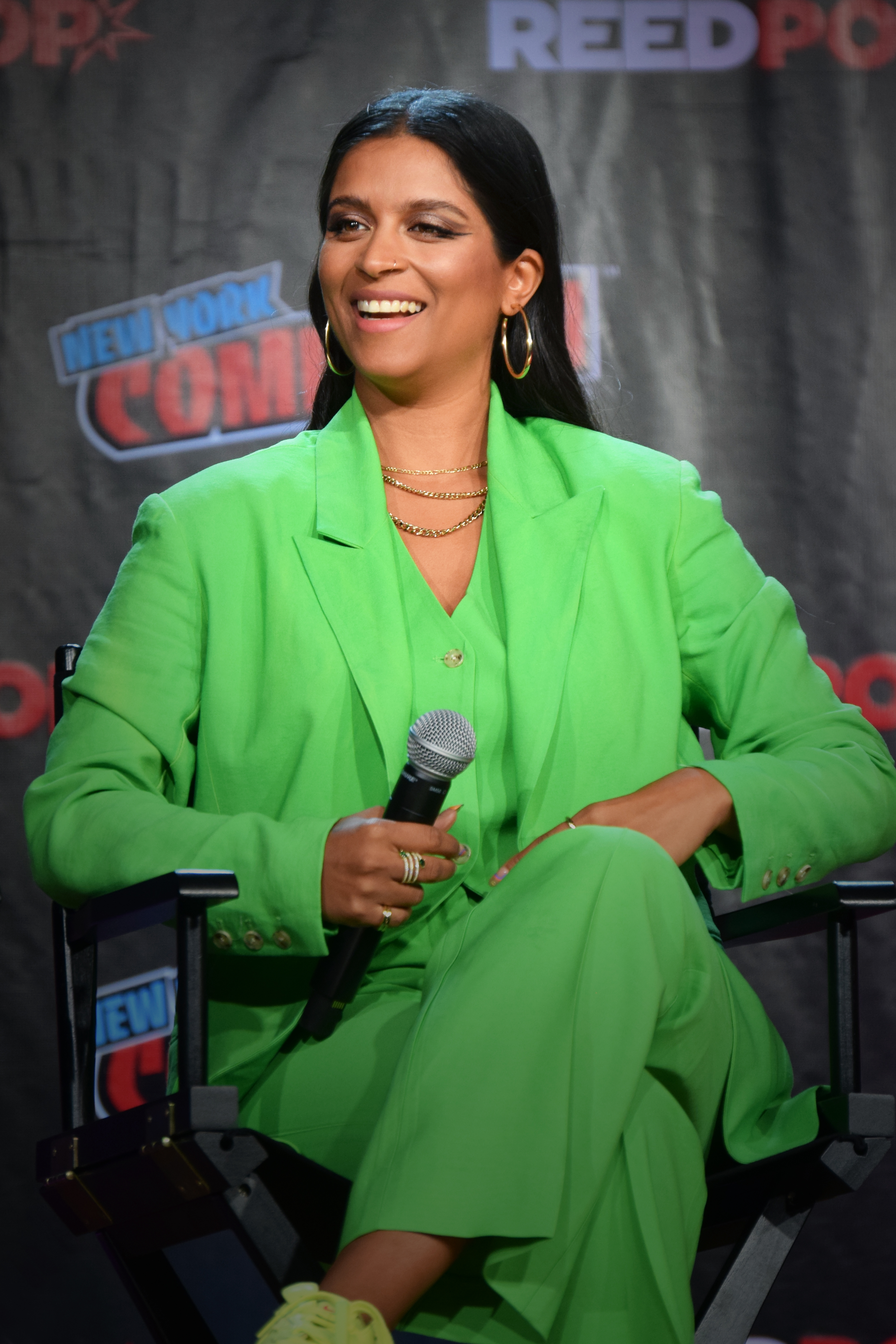
Lilly Singh al New York Comic Con nel 2022
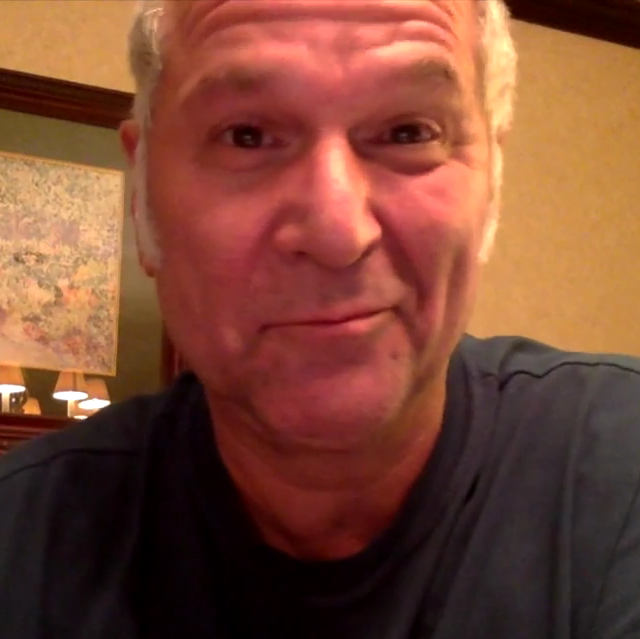
John Kapelos nel 2014

## Produzione
Nel 2017, dopo la fine di Childrens Hospital un anno prima, il creatore della serie Rob Corddry ha rivelato che era in fase di sviluppo una serie spin-off, descrivendola come un "thriller globale" con una narrazione seriale dalla durata di una stagione che si sposta attraverso i Paesi, a differenza di Childrens Hospital che ha evitato la stretta continuità ed era ambientato principalmente in un ospedale pediatrico. Il 19 febbraio 2019, Netflix ha confermato lo sviluppo della serie, ordinando una prima stagione composta da dieci episodi dalla durata media di mezz'ora.